# Імені Ільяса Омарова
імені Ілья́са Ома́рова (каз. Ілияс Омаров атындағы ауыл) — село у складі Алтинсаринського району Костанайської області Казахстану. Адміністративний центр сільського округу імені Ільяса Омарова.
Населення — 348 осіб (2021; 562 у 2009, 894 у 1999, 1133 у 1989).
До 19 липня 2012 року село називалось Лермонтово.